# Typhlodromus beglarovi
Typhlodromus beglarovi är en spindeldjursart som beskrevs av Kuznetsov 1984. Typhlodromus beglarovi ingår i släktet Typhlodromus och familjen Phytoseiidae. Inga underarter finns listade i Catalogue of Life.